# シンデレラ (SWEET BOXの曲)
「シンデレラ」は、スウィートボックスが2001年に発表した楽曲。シンデレラをモチーフとしている。作詞：Geoman/Villalon/ Anne Braendeland、作曲：Geoman/Villalon/Anne Braendeland。

## 概要
- シンデレラをモチーフにしており、シンデレラのように「白馬の王子様」を探そうと必死になっている女性の心中を描いた曲。
- 歌詞の中に『カエルの王子さま』へのオマージュも含まれている。
- 結婚式ソングの一つとしても使われる。